# إريك أندرسن
إريك أندرسن (بالنرويجية البوكمول: Erik Andersen)‏ هو سياسي نرويجي، ولد في 28 يوليو 1937. حزبياً، نشط في حزب التقدم. وقد انتخب نائب عضو برلمان النرويج ‏.